# 酸素添加酵素
酸素添加酵素（さんそてんかこうそ、oxygenase）とは、酸化還元酵素の一種で、分子状酸素の基質への直接の取り込み反応を触媒する。酸素原子を挿入する酸化反応を触媒する酵素である。オキシゲナーゼ、酸素化酵素とも呼ばれる。
酸素添加酵素は酸素分子を利用するが、酸素分子の二つの酸素原子を基質と結合させる二酸素添加酵素（dioxygenase）と、一方の酸素を基質と結合させるが他方は、水素を添加して水とする一酸素添加酵素（monooxygenase）とに区分される。日本の早石修ら及び米国のHoward S. Masonらの２つ研究グループから1955年の同時期に独立して発見が報告された。これらの違いはH.S.Masonらにより18O2の取り込みを研究されたことにより発見された（1955年）。早石は「酸素添加酵素群の発見と構造および生物学的意義の発見」にたいして、1986年のウルフ賞医学賞を受賞している。
代表的な酸化還元酵素としてはチトクロムP450やモノフェノール酸化酵素などが知られている。

## 引用文献
1. ↑  Hayaishi et al. (1955) Mechanism of the pyrocatechase reaction, J. Am. Chem. Soc. 77 (1955) 5450-5451
2. ↑  Sligar SG, Makris TM, Denisov IG (2005). “Thirty years of microbial P450 monooxygenase research: peroxo-heme intermediates--the central bus station in heme oxygenase catalysis”. Biochem. Biophys. Res. Commun. 338 (1):  346–54. doi:10.1016/j.bbrc.2005.08.094. PMID 16139790.
3. ↑  Hayaishi O (2005). “An odyssey with oxygen”. Biochem. Biophys. Res. Commun. 338 (1):  2–6. doi:10.1016/j.bbrc.2005.09.019. PMID 16185652.
4. ↑  Mason HS, Fowlks WK, and Peterson E. (1955) Oxygen transfer and electron transport by the phenolase complex. J. Am. Chem. Soc.; 77(10) pp 2914 - 2915
5. ↑  Waterman MR (2005). “Professor Howard Mason and oxygen activation”. Biochem. Biophys. Res. Commun. 338 (1):  7–11. doi:10.1016/j.bbrc.2005.08.120. PMID 16153596.
6. ↑  “The Medicine Prize Committee unanimously decided that the Wolf Prize in Medicine for 1986 be awarded to Osamu Hayaishi”.   Wolf Foundation. 2014年5月12日閲覧。